# Pedagógus Szolgálati Emlékérem
A Pedagógus Szolgálati Emlékérem az Emberi Erőforrások Minisztériuma által adományozható egyik szakmai elismerés. Azoknak a nyugalomba vonuló óvodai, általános iskolai, szakiskolai, középiskolai pedagógusoknak és főiskolai, egyetemi oktatóknak adományozható, akik legalább 25 éven keresztül a gyermekek oktatása-nevelése érdekében tevékenykedtek, és kiemelkedő munkát végeztek. A kitüntetett az adományozást igazoló okiratot és érmet kap.

## Az érem
Fritz Mihály szobrászművész alkotása. Kerek alakú, 42 milliméter átmérőjű bronzból vert érem. Előlapján iniciálés P betűben könyvet tartó tudós pedagógus arcképe, alatta a Pedagógus szolgálati emlékérem felirat látható. Hátoldalán ábrázolás nélküli sima felület.